# Глиоксиловая кислота
Глиоксиловая (глиоксалевая, оксоэтановая) кислота — органическое вещество, представляющее из себя α-альдегидокислоту. Вместе с уксусной, гликолевой, и щавелевой кислотами относится к группе C2 (двууглеродных) карбоновых кислот. Глиоксиловая кислота является бифункциональным соединением и помимо карбоксильной группы содержит карбонильную группу в α-положении, поэтому классифицируется как оксокислота (не следует путать с окси-, или гидроксикислотами).

## Строение и физические свойства
В чистом виде выделить глиоксиловую кислоту невозможно, удается получить лишь её моногидрат. Поэтому данной кислоте также приписывают формулу дигидроксиуксусной кислоты CH(OH)2-COOH. Спектроскопия ЯМР показывает, что в водных растворах кислоты устанавливается равновесие между формой диола и полуацеталя :
{\displaystyle {\ce {2CH(HO)2-COOH <=> O[(HO)CH-COOH]2{+}H2O}}}
При нейтральных pH глиоксиловая кислота существует в водном растворе в диссоциированной форме. Сопряженное основание глиоксиловой кислоты называется глиоксилат анион.
Известно значение константы Генри для глиоксиловой кислоты {\displaystyle K_{H}=1.09\times 10^{4}\times \exp[(40.0\times 10^{3}/R)\times (1/T-1/298)]}

## Получение
Промышленный способ получения глиоксиловой кислоты основан на реакции окисления глиоксаля 65% горячей (40-90°C) азотной кислотой. Основным побочным продуктом в данной реакции является щавелевая кислота, которая отделяется низкотемпературной кристаллизацией. Глиоксаль также может быть окислен до глиоксиловой кислоты на аноде путём электролиза раствора в присутствии хлоридов. Каталитическое окисление этилена или ацетальдегида обладает низкой селективностью, в связи с чем не используется при промышленном получении глиоксиловой кислоты. 
Теоретически, возможно получение глиоксиловой кислоты, окислением акрилонитрила перманганатом калия в кислой среде (KMnO4+H2SO4), но метод не доказан. 
Частичное электровосстановление щавелевой кислоты на катоде, даёт достаточно хороший выход реакции (85%), однако связано с техническими трудностями, обусловленными пассивацией свинцового электрода. Данный способ получения глиоксиловой кислоты был предложен в 1904 году швейцарским химиком Юлиусом Тафелем:
В качестве эффективного способа получения может быть назван озонолиз малеиновой кислоты.
Также глиоксиловую кислоту можно получить гидратацией дихлоруксусной и дибромуксусной кислот .

## Химические свойства и использование
Как и другие α-альдегидо- и α-кетокислоты глиоксиловая кислота более сильная чем уксусная и пропионовая. Это обусловленно стабилизирующим действием карбонильной группы на анионы α-альдо- и α-кетокислот . Значение константы диссоциации для глиоксиловой кислоты: 4.7 × 10−4 (pKa = 3.33):
{\displaystyle {\ce {OHC-COOH <=> OHC-COO^{-}{+}H+}}}
При нагревании и реакции с горячими щелочами происходит диспропорционирование глиоксиловой кислоты с образованием гликолевой и щавелевой кислоты или соответствующих солей:
{\displaystyle {\ce {2OHC-COOH + H2O -> HOCH2-COOH + HOOC-COOH}}}
{\displaystyle {\ce {2OHC-COOH + 3KOH -> HOCH2-COOK + KOOC-COOK + 2H2O}}}
Глиоксиловая кислота легко окисляется азотной кислотой с образованием щавелевой кислоты.
Глиоксиловая кислота проявляет некоторые типичные свойства альдегидов. В частности, глиоксалевая кислота образует гетероциклические соединения в реакциях нуклеофильного присоединения с мочевиной, с 1,2-диаминобензолом.
Для глиоксиловой кислоты характерны разнообразные реакции конденсации с фенолами, которые используются в органическом синтезе.

### Использование в органическом синтезе
При реакции конденсации с фенолом образуется 4-гидроксиминдальная кислота. Восстановление 4-гидроксиминдальной кислоты позволяет получить 4-гидроксифенилуксусную кислоту, являющуюся важным предшественником в синтезе многих лекарственных препаратов (например, при синтезе атенолола).
При реакции с гваяколом образуется ванилилминдальная кислота, окислительное декарбоксилирование которой позволяет получить ванилин ("лигниновый способ") .
Глиоксиловая кислота является исходным компонентом при синтезе хелатора иона Fe3+ EHPG (N,N-ethylenebis[2-(2-hydroxyphenyl)glycine]). Комплекс EHPG и трёхвалентного железа рассматривается как потенциальное контрастное вещество при магнитнорезонансном исследовании. 
Также глиоксиловая кислота используется для синтеза 4-гидроксофенилглицина, который является интермедиатом при полусинтетическом получении амоксициллина.

### Реакция Хопкинса-Кола на триптофан
Глиоксиловая кислота является одним из компонентов реактива Хопкинса-Кола (Hopkins, Cole). Данный реагент применяется в биохимии для детекции остатков триптофана в белках.

### Нахождение и роль в природе
Глиоксиловая кислота содержится в незрелых фруктах, по мере созревания её количество уменьшается .
Глиоксиловая кислота является компонентом многих метаболических путей живых организмов. Глиоксилат является интермедиатом глиоксилатного цикла, который позволяет многим живым организмам, таким как бактерии, грибы и растения конвертировать жирные кислоты в углеводы. Кроме того в клетках растений глиоксилат образуется в пероксисомах результате окисления гликолата в ходе фотодыхания (гликолатный цикл).

## Токсикология
ЛД50 для крыс при оральном введении составляет 2500 мг/кг. Мутагенный эффект не обнаружен.